# Blăskovo, Varna
Blăskovo (în bulgară Блъсково) este un sat în comuna Provadia, regiunea Varna,  Bulgaria. 

## Demografie
Componența etnică a satului Blăskovo
     Bulgari (37,94%)
     Romi (45,65%)
     Turci (3,29%)
     Nicio identificare (12,87%)
     Altele (0,22%)
La recensământul din 2011, populația satului Blăskovo era de 1.336 locuitori. Nu există o etnie majoritară, locuitorii fiind romi (45,65%), bulgari (37,94%) și turci (3,29%). Pentru 12,87% din locuitori nu este cunoscută apartenența etnică.